# Nuevo Circo de Caracas
El Nuevo Circo de Caracas es una plaza de toros ubicada en el Municipio Libertador, en la zona oeste de la ciudad de Caracas, Venezuela. Aunque en su interior ya no se realizan corridas de toros, propósito para el cual esta edificación fue diseñada y construida, sus instalaciones han sido recuperadas con la finalidad de preservar el patrimonio cultural de la ciudad. Dentro de los planes de expansión del Metro de Caracas, en 2001 parte de los terrenos de esta estructura taurina pasaron a formar parte del área de construcción de la nueva estación Nuevo Circo, finalmente inaugurada en julio de 2006.
Hasta 1998 se encontraba justo al frente el Terminal de Pasajeros de la ciudad de Caracas, el Terminal de Nuevo Circo.

## Historia

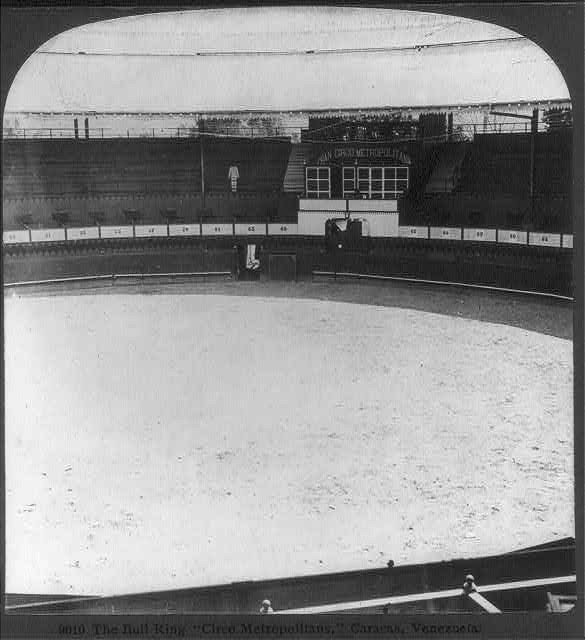
Vista del Círculo Metropolitano, c. 1904.

El 17 de enero de 1916, bajo la presidencia del general Juan Vicente Gómez, el Concejo Municipal del Distrito Federal aprueba un contrato celebrado entre Juan Crisóstomo Gómez (entonces gobernador del Distrito Federal y hermano del Presidente) y el general Eduardo G. Mancera, mediante el cual este último se compromete a construir un circo o plaza de toros para sustituir el antiguo Circo Metropolitano, aprovechando el espacio que ocupaba el antiguo matadero municipal. Mancera constituye la Compañía Anónima Nuevo Circo de Caracas, empresa a la que traspasa los derechos y obligaciones contraídos por él. La compañía inicia formalmente las obras en septiembre de ese año, encargado su diseño y construcción a los arquitectos Alejandro Chataing y Luis Muñoz Tébar. Contando con un aforo para doce mil espectadores, la nueva plaza de toros es construida en estilo neo-morisco, utilizando la técnica del concreto armado, la cual era todavía experimantal en Venezuela, siendo abierta al público el domingo 26 de enero de 1919. El día de su apertura los más importantes diarios de la época, El Universal, La Religión y El Nuevo Diario, dedicaron su primera página a este gran acontecimiento que cambió el estilo de vida de los caraqueños.Dos toreros de Bilbao, España, Serafín Vigiola «Torquito» y Alejandro Sáez «Alé», estrenaron en horas de la mañana el ruedo con ganado criollo perteneciente al General Juan Vicente Gómez. Por la noche se dio la inauguración de la temporada cinematográfica, con la película El Conde de Montecristo, a proyectarse en una enorme sala con pantalla grande e iluminación eléctrica.
En el contrato firmado entre el gobernador Gómez y Mancera se estipulaba el usufructo del edificio por parte del contratista durante un período de treinta años, al final del cual pasaría a ser del completo dominio de la Municipalidad de Caracas. En noviembre de 1927 la compañía anónima creada por Mancera vende la construcción al coronel Gonzalo Gómez, otro de los hijos del Presidente, quien dos años más tarde, en 1929, también logra adquirir el terreno de la Municipalidad de Caracas, convirtiéndose en el único dueño del inmueble. En los años 1928 y 1944 el edificio es objeto de importantes reformas.En 1940, Gonzalo Gómez abandona el país y vende el Nuevo Circo de Caracas a Luis R. Branger, conocido empresario taurino de la época.
Tras la muerte del presidente Gómez se inicia la apertura a la participación política en el país. A mediados de 1937 en el ruedo del Nuevo Circo se practica el conteo de votos de una de las primeras elecciones populares realizada en Venezuela: la de los concejales de la Municipalidad de Caracas. Por su capacidad, en la década de 1940 el edificio se convierte en tribuna para los líderes de las emergentes fuerzas políticas. En 1948, con motivo de la toma de posesión del presidente Rómulo Gallegos, la Dirección de Cultura del Ministerio de Educación Nacional organiza la llamada «Fiesta de la Tradición», evento dirigido por Juan Liscano y Abel Vallmitjana que se lleva a efecto en el Nuevo Circo, en el cual se presentaron, juntas por primera vez, manifestaciones folklóricas de todo el país.
Durante muchos años el Nuevo Circo de Caracas fue el principal centro de espectáculos de la capital venezolana, llegando a funcionar simuláneamente como teatro y cinematógrafo, y dando cabida a la práctica del boxeo y la lucha libre. No obstante, con los años fue cayendo en desuso y su deterioro fue progresivo. Con la inauguración del Poliedro de Caracas en 1974 fue desplazado como lugar privilegiado de espectáculos, siendo cerrado definitivamente por sus dueños en 1997. El 8 de octubre de 1984 la Junta Nacional Protectora y Conservadora del Patrimonio Histórico y Artístico de la Nación declara Monumento Histórico Nacional al edificio, acción que fue apelada por sus dueños el año siguiente, dejando la medida sin validez. Una nueva ordenanza aprobada por la Municipalidad en 1987 promovía nuevamente su conservación, medida que fue anulada por la Corte Suprema de Justicia en 1998. Previendo la posibilidad de su demolición, ese mismo año el Instituto del Patrimonio Cultural lo declara «Bien de Interés Cultural».
A partir de 2005 el Cabildo Metropolitano inicia un proceso de expropiación y pago de compensaciones. Se elabora un proyecto restauración por parte de la Alcaldía mayor de Caracas, bajo el gobierno Metropolitano del Dr. Juan Barreto, a través del Instituto Metropolitano de Patrimonio Cultural de Caracas, gracias al cual se recupera la fachada y su policromía original, como parte de un proyecto completo de revitalización de la edificación y nuevas adecuaciones con edificios perimetrales que terminaban de armar la manzana urbana, con miras a que el edificio fuera un centro artístico y cultural, proyecto a cargo del Arquitecto Restaurador Luis Guillermo Marcano.
Luego de las recientes elecciones de noviembre de 2008, el Nuevo Circo fue transferido en una dudosa maniobra política, no aclarada ni por los entes públicos ni por los medios de comunicación, desde la Alcaldía Metropolitana de Caracas a la Alcaldía del Municipio Bolivariano Libertador. Permaneciendo cerrado durante un breve lapso de tiempo, a inicios de 2009.
La edificación fue retomada nuevamente a finales del primer trimestre del 2009, y hoy día en las instalaciones funciona el Núcleo Endógeno de Desarrollo Cultural Nuevo Circo de Caracas, donde se facilitan talleres de danza, teatro, música, artes audiovisuales y artes circenses para la comunidad, adicional se han desarrollado gran variedad de eventos donde convergen diversas propuestas escénicas y culturales de la ciudad de Caracas.

## Época de oro
Jorge Negrete y Mario Moreno Cantinflas, celebridades del cine mexicano se presentaron en sus arenas; el equipo deportivo The Harlem Globe Trotters maravilló allí al público caraqueño.  En 1954 hubo un mano a mano entre Xavier Cugat y la Billo's Caracas Boys. en sus espacios se organizaron temporadas de lucha libre con El Zorro Italiano, Bernardino la Marca, El Dragón Chino, Basil Battah, El Chiclayano y torneos de boxeo, como en el que Morocho Hernández ganó la primera corona mundial para Venezuela; se instaló una pista de hielo para patinar; en La Mezquita, el inmenso salón que se ubica debajo de las torres de la fachada morisca, había un cabaret del mismo nombre donde se celebraron inolvidables bailes de Carnaval; se hicieron eventos folclóricos y estudiantiles; y hombres de la política como Andrés Eloy Blanco, Rómulo Betancourt, Jóvito Villalba, Rómulo Gallegos y Rafael Caldera lo usaron para llevar a cabo sus mítines políticos. El lugar fue el edificio más elevado de la ciudad, presenció el nacimiento de partidos políticos y se convirtió en el centro de convenciones más relevante de la capital.
César Girón, considerado el más grande matador de toros nacido en Venezuela, se presentó en febrero de 1953 para recibir a los espadas españoles Litri, Julio Aparicio y Pepín Martín Vázquez, entre otros. Para muchos, su mejor faena fue con un toro de Piedras Negras llamado Jarameño, el 24 de marzo del 63, cuando toreo junto al colombiano Pepe Cáceres. Al anunciar su retiro en 1966 lidia en solitario seis(6) toros en la plaza del Nuevo Circo de Caracas.Algunos de los momentos de gloria vividos en las arenas del Nuevo Circo la protagonizaron Alejandro Silveti y Leonardo Benítez, con toros de La Cruz de Hierro. Ese día, salieron en hombros por la Puerta Grande y el público emocionado los llevó por la Avenida Bolívar hasta el Hotel Caracas Hilton (actual Hotel Alba).
El 22 de febrero de 1953 se despide del toreo en el Nuevo Circo Pepín Martín Vázquez. El genio sevillano alternó, en la que sería su última corrida de toros, con Emilio Ortuño «Jumillano» y el ídolo local, César Girón.
Las corridas de la Prensa y de la Policía Técnica Judicial (PTJ) de 1977 fueron de las últimas en celebrarse en el Nuevo Circo.Un gran récord que tiene el Nuevo Circo y que causa mucho orgullo es que jamás en sus arenas se vio una cornada mortal.

## Espacio recuperado
En la actualidad el Nuevo Circo de Caracas sirve de sede al Núcleo Endógeno de Desarrollo Cultural, en el cual confluyen diferentes colectivos de actividades artísticas; negada así la posibilidad de celebrar nuevamente corridas de toros en el coso capitalino.

## Conciertos
| País                      | Artista                  | Año  |
| ------------------------- | ------------------------ | ---- |
| Bandera de Estados Unidos | The J.B.'s + Lyn Collins | 1973 |
| Bandera de Estados Unidos | James Brown              | 1973 |
| Bandera de Estados Unidos | Fania All-Stars          | 1974 |
| Bandera de Estados Unidos | Blood, Sweat & Tears     | 1974 |
| Bandera de Puerto Rico    | Menudo                   | 1983 |
| Bandera de Venezuela      | Zapato 3                 | 1989 |
| Bandera de Argentina      | Fito Páez                | 1989 |
| Bandera de Alemania       | Blind Guardian           | 2011 |
| Bandera de Austria        | Belphegor                | 2011 |